# Lucas Willian
Lucas Willian Cruzeiro Martins (ur. 12 maja 1995 w Rio de Janeiro) – brazylijski piłkarz występujący na pozycji lewego lub prawego skrzydłowego w bułgarskim klubie Beroe Stara Zagora.